# Гнев (фильм, 1986)
«Гнев» (англ. Heat) — остросюжетный боевик 1986 года режиссёров Дика Ричардса и Джерри Джеймсона, в главных ролях Бёрт Рейнольдс, Карен Янг и Питер Макникол.

## Сюжет
Ник Эскаланте по прозвищу Мексиканец — бывший военный, работающий телохранителем в Лас-Вегасе. Он мечтает накопить достаточно денег, чтобы переехать в Венецию, однако ввязывается в разборки с мафией.

## В ролях
- Бёрт Рейнольдс — Ник «Мексиканец» Эскаланте
- Карен Янг — Холли
- Питер Макникол — Сайрус Кинник
- Ховард Хессеман — Пинчус Зион
- Нилл Бэрри — Дэнни ДеМарко
- Джозеф Масколо — «Малыш»
- Дайана Скаруид — Кэсси
- Дебора Раш — Ди Ди
- Уэнделл Бёртон — Осгуд
- Джо Клеко — Кинлоу
- Питер Кох — Тил

## Ремейк
- В 2015 году вышел ремейк фильма под названием «Шальная карта» c Джейсоном Стейтемом в главной роли, режиссёром первоначально должен был быть Брайан Де Пальма[2], но позже он выбыл из проекта и его место занял Саймон Уэст[3].